# Extrapolaciones y dos respuestas (2001-2019)
Extrapolaciones y dos respuestas (2001-2019) es el decimocuarto álbum de estudio del grupo español Fangoria, publicado el 8 de noviembre de 2019, por los sellos Warner Music Group y DRO.
Del álbum se publicó un solo sencillo: «Un boomerang», dado que la publicación del siguiente sencillo «De todo y de nada» fue cancelada debido a la pandemia por coronavirus de 2020.
El álbum es la segunda y última de dos partes de la serie de Extrapolaciones planteada por el grupo, cuyo antecesor es el álbum Extrapolaciones y dos preguntas (1989-2000), publicado el 15 de febrero ese mismo año. En este álbum encontramos las dos respuestas a las dos preguntas del disco anterior, nuevamente las canciones inéditas: «¿Quién te has creído que soy?» -  «Un boomerang»; «¿De qué me culpas» - «De todo y de nada». La frase elegida para este disco es «Lo que se ve no se pregunta» de Juan Gabriel.

## Lista de canciones
| N.º | Canción              | Duración | Versión de...        |
| --- | -------------------- | -------- | -------------------- |
| 1   | Mentalismo           | 4:15     | Astrud               |
| 2   | Dame tu cariño       | 4:01     | Camela               |
| 3   | Supervaga            | 3:49     | Chico y Chica        |
| 4   | Desafíame            | 4:17     | Ríos de Gloria       |
| 5   | Soy yo               | 3:50     | Marta Sánchez        |
| 6   | La revolución sexual | 3:23     | La casa azul         |
| 7   | Supertravesti        | 4:02     | Nancys Rubias        |
| 8   | Disfraz de tigre     | 5:15     | Hidrogenesse         |
| 9   | Toro                 | 4:29     | El columpio asesino  |
| 10  | Mi fábrica de baile  | 3:45     | Joe Crepúsculo       |
| 11  | Los amigos que perdí | 4:19     | Dorian               |
| 12  | Eres tan travesti    | 4:12     | La Prohibida         |
| 13  | Reinas               | 3:12     | Ms Nina y King Jedet |
| 14  | Un boomerang         | 3:28     | Fangoria             |
| 15  | De todo y de nada    | 3:53     | Fangoria             |

- Datos: Q112134770